# Rignaucourt
Rignaucourt is een plaats en voormalige gemeente in het Franse departement Meuse in de regio Grand Est.

## Geschiedenis
Op 1 januari 1973 fuseerde Rignaucourt met Issoncourt en Mondrecourt tot de gemeente Les Trois-Domaines.